# Top Model India
Top Model India là một chương trình truyền hình thực tế của Ấn Độ, được công chiếu vào ngày 4 tháng 2 năm 2018 trên Colors Infinity vào lúc 8:00 giờ tối (UTC+5:30). Chương trình này là phiên bản thứ hai của Ấn Độ sau India's Next Top Model. Chương trình này bao gồm các thí sinh nam và nữ giành danh hiệu Top Model India và tạo cho họ cơ hội để bắt đầu sự nghiệp của mình trong ngành người mẫu.
Chương trình được host bởi Lisa Haydon cùng với ban giám khảo là Anaita Shroff Adajania và Atul Kasbekar. Bulldog Media & Entertainment đã cấp giấy phép quyền định dạng từ CBS Television Distribution.
Người chiến thắng trong cuộc thi là Mahir Pandhi, 21 tuổi từ Delhi. Anh nhận được giải thưởng gồm một hợp đồng người mẫu và đại diện của Bling Entertaiment Solutions trong 1 năm.

## Các mùa
| Mùa | Phát sóng          | Quán quân    | Á quân       | Các thí sinh theo thứ tự bị loại | Tổng số thí sinh |
| --- | ------------------ | ------------ | ------------ | --- | ---------------- |
| 1   | 4 tháng 2 năm 2018 | Mahir Pandhi | Shehzad Deol | Nupura Bhaskar, Lemuel Huffman, Marina Lang, Pearl Almeida, Ram Ramasamy & Sidharth Sharma, Gurin Bal, Joshua Chhabra & Rishitha Koruturu, Satabdi Banik, Aishwarya Suresh | 13               |

## Các thí sinh
| Thí sinh | Thí sinh          | Tuổi | Chiều cao              | Quê quán  | Bị loại ở | Hạng |
| -------- | ----------------- | ---- | ---------------------- | --------- | --------- | ---- |
|          | Nupura Bhaskar    | 26   | 1,73 m (5 ft 8 in)     | Mumbai    | Tập 2     | 13   |
|          | Lemuel Huffman    | 25   | 1,77 m (5 ft 9+1⁄2 in) | Chennai   | Tập 3     | 12   |
|          | Marina Lang       | 21   | 1,70 m (5 ft 7 in)     | Mumbai    | Tập 4     | 11   |
|          | Pearl Almeida     | 25   | 1,77 m (5 ft 9+1⁄2 in) | Mumbai    | Tập 5     | 10   |
|          | Ram Ramasamy      | 22   | 1,83 m (6 ft 0 in)     | Chennai   | Tập 6     | 9–8  |
|          | Sidharth Sharma   | 27   | 1,85 m (6 ft 1 in)     | Mumbai    | Tập 6     | 9–8  |
|          | Gurin Bal         | 29   | 1,77 m (5 ft 9+1⁄2 in) | Mumbai    | Tập 8     | 7    |
|          | Joshua Chhabra    | 22   | 1,83 m (6 ft 0 in)     | Mumbai    | Tập 9     | 6–5  |
|          | Rishitha Koruturu | 19   | 1,75 m (5 ft 9 in)     | Hyderabad | Tập 9     | 6–5  |
|          | Satabdi Banik     | 22   | 1,70 m (5 ft 7 in)     | Kolkata   | Tập 10    | 4    |
|          | Aishwarya Suresh  | 24   | 1,75 m (5 ft 9 in)     | Mumbai    | Tập 10    | 3    |
|          | Shehzad Deol      | 25   | 1,83 m (6 ft 0 in)     | New Delhi | Tập 10    | 2    |
|          | Mahir Pandhi      | 21   | 1,87 m (6 ft 1+1⁄2 in) | Delhi     | Tập 10    | 1    |

## Các tập

### Tập 1: The Hunt Begins!
Khởi chiếu: 4 tháng 2 năm 2018
16 chàng trai và cô gái đã được gặp Lisa, ban giám khảo và cố vấn của họ, Shibani Dandekar. Sau đó, họ đã có một buổi trình diễn thời trang cho nhà thiết kế Dhruv Kapoor và họ sẽ phải chụp selfie ở cuối sàn diễn.
Ngày hôm sau, họ đã có một buổi phỏng vấn với ban giám khảo và cố vấn của họ. Sau đó, Lisa thông báo với các thí sinh là họ sẽ có một bữa tiệc và sẽ chỉ có 12 người sẽ được vào bữa tiệc. Kết quả là 12 thí sinh đã được chọn và sẽ bước vào cuộc thi.
- Khách mời đặc biệt: Dhruv Kapoor

### Tập 2: Posing with a Tarantula!
Khởi chiếu: 11 tháng 2 năm 2018
12 thí sinh đã được di chuyển tới khách sạn JW Marriott Mumbai Sahar là nơi họ sẽ ở trong suốt cuộc thi. Sau đó, họ đã có một buổi luyện tập catwalk với cố vấn Shibani và người mẫu Ricky Chatterjee, trước khi họ đã có thử thách trình diễn thời trang theo cặp trong khi phải tạo dáng ở cuối sàn diễn trong bàn xoay chuyển động. Kết quả là Aishwarya & Sidharth chiến thắng thử thách còn Nupura & Shehzad là 2 người làm tệ nhất trong thử thách.
Ngày hôm sau, họ đã có buổi chụp hình chân dung theo phong cách bộ tộc, trong khi họ phải tạo dáng cùng với 2 con nhện. Vào buổi đánh giá, Gurin được gọi tên đầu tiên còn Nupura là thí sinh đầu tiên bị loại.
- Nhiếp ảnh gia: Atul Kasbekar
- Khách mời đặc biệt: Ricky Chatterjee

### Tập 3: The Underwear Challenge
Khởi chiếu: 18 tháng 2 năm 2018
Lisa đã đến thăm 11 thí sinh còn lại để thông báo rằng là họ sẽ được nhận diện mạo mới của mình và sau đó, họ được đưa tới Daniel Bauer Academy để nhận diện mạo mới của mình. Ngày hôm sau, họ đã có buổi chụp hình tiếp theo trong đồ lót theo cặp, trong khi họ phải tạo dáng trước tấm màn treo những sợi dây ngọc trai. Vào buổi đánh giá, Joshua được gọi tên đầu tiên còn Lemuel là thí sinh tiếp theo bị loại.
- Nhiếp ảnh gia: Amit Khanna
- Khách mời đặc biệt: Daniel Bauer

### Tập 4: The Chemistry Challenge
Khởi chiếu: 25 tháng 2 năm 2018
10 thí sinh còn lại đã có một buổi học nhảy thân mật với Nora Fatehi trước khi họ đã có thử thách chụp hình cho xe Renault Captur, trong khi họ phải tỏ ra thân mật với nhau. Kết quả là Mahir & Satabdi chiến thắng thử thách còn Gurin & Marina là 2 người làm tệ nhất trong thử thách.
Ngày hôm sau, họ đã có buổi chụp hình tiếp theo của mình, lần này họ sẽ phải tạo dáng thân mật với host Lisa Haydon. Vào buổi đánh giá, Joshua được gọi tên đầu tiên còn Marina là thí sinh tiếp theo bị loại.
- Nhiếp ảnh gia: Rahul Jhangiani, Toranj Kayvon
- Khách mời đặc biệt: Nora Fatehi

### Tập 5: It's All About Balance!
Khởi chiếu: 4 tháng 3 năm 2018
9 thí sinh còn lại đã nhận được bất ngờ khi Ram, thí sinh bán kết bị loại ở tập 1, sẽ tham gia vào cuộc thi để thi đấu cùng với họ. Sau đó, 10 thí sinh còn lại đã có một buổi học yoga với chuyên gia yoga Anshuka Parwani trước khi họ đã có thử thách tạo dáng, trong khi phải vượt qua một đám đèn laser và đồng thời phải nhặt 3 chiếc chìa khóa xe Renault Captur trong đám đèn laser. Kết quả là Satabdi chiến thắng thử thách còn Ram là người làm tệ nhất trong thử thách.
Ngày hôm sau, họ đã có buổi chụp hình tiếp theo hóa thân thành tay đua ngựa trong khi họ phải tạo dáng trên lưng ngựa, trong khi Satabdi sẽ được nhận thêm thời gian chụp hình vì giành chiến thắng thử thách ngày hôm qua. Vào buổi đánh giá, Mahir được gọi tên đầu tiên còn Pearl là thí sinh tiếp theo bị loại.
- Nhiếp ảnh gia: Varun Mehta
- Khách mời đặc biệt: Anshuka Parwani

### Tập 6: Do You Think You Can Act?
Khởi chiếu: 11 tháng 3 năm 2018
9 thí sinh còn lại đã có một buổi học diễn xuất với diễn viên Sayani Gupta, trước khi họ đã có thử thách quay quảng cáo cho xe Renault Captur. Kết quả là Gurin chiến thắng thử thách và sẽ được miễn loại trong buổi loại trừ sắp tới, còn Ram & Satabdi là 2 người làm tệ nhất trong thử thách.
Ngày hôm sau, họ được đưa tới một khu sa mạc cho buổi chụp hình tiếp theo trình diễn thời trang trong trang phục của Huemn. Nhưng trước đó, họ đã gặp Lisa và cô thông báo rằng là họ sẽ có loại trừ kép trong buổi loại trừ sắp tới. Vào buổi đánh giá ngày tiếp theo với sự xuất hiện giám khảo khách mời là Pranav Misra & Shyma Shetty, Aishwarya được gọi tên đầu tiên còn Ram & Sidharth là 2 thí sinh tiếp theo bị loại.
- Nhiếp ảnh gia: Kevin Nunes
- Khách mời đặc biệt: Sayani Gupta, Pranav Misra, Shyma Shetty

### Tập 7: The Seven Deadly Sins!
Khởi chiếu: 18 tháng 3 năm 2018
7 thí sinh còn lại đã được học về tầm quan trọng của mạng xã hội đối với ngành người mẫu từ blogger Malini Agarwal và giám khảo Atul, trước khi họ đã có thử thách chụp hình selfie và quay video 60 giây nói lên bản thân trên Instagram. Kết quả là Mahir chiến thắng thử thách nên sẽ nhận được một chiếc điện thoại OPPO F5, còn Joshua & Satabdi là 2 người làm tệ nhất trong thử thách. Ngày hôm sau, họ đã có buổi chụp hình tiếp theo theo phong cách bảy tội lỗi chết người trong khi tạo dáng bên trong một chiếc quan tài đặt dưới lòng đất.
| Thí sinh  | Hóa thân thành tội |
| --------- | ------------------ |
| Aishwarya | dâm dục            |
| Gurin     | tham lam           |
| Joshua    | đố kỵ              |
| Mahir     | lười biếng         |
| Rishita   | phẫn nộ            |
| Satabdi   | phàm ăn            |
| Shehzad   | ngạo mạn           |

Vào buổi đánh giá với sự xuất hiện giám khảo khách mời là Daniel Bauer, Shehzad được gọi tên đầu tiên còn Joshua là thí sinh tiếp theo bị loại, nhưng sau đó thì Lisa thông báo rằng là không có ai sẽ ra về trong buổi loại trừ lần này.
- Nhiếp ảnh gia: Babul Bhatt
- Khách mời đặc biệt: Malini Agarwal, Daniel Bauer

### Tập 8: Walking The Vertical
Khởi chiếu: 25 tháng 3 năm 2018
7 thí sinh còn lại đã được học về sự khác biệt giữa người mẫu quảng cáo và người mẫu thời trang từ tổng biên tập của tạp chí Paper, Mickey Boardman, trước khi họ đã có thử thách chụp hình quảng cáo cho điện thoại OPPO F5, trong khi họ phải đứng trên một khối băng bằng chân không. Kết quả là Rishita chiến thắng thử thách còn Gurin & Satabdi là 2 người làm tệ nhất trong thử thách.
Ngày hôm sau, họ đã có buổi chụp hình tiếp theo hóa thân thành siêu anh hùng, trong khi họ phải trình diễn thời trang trên sàn diễn từ trên tầng cao nhất của tòa nhà xuống cuối. Vào buổi đánh giá ngày hôm sau với sự xuất hiện giám khảo khách mời là Mickey Boardman, Joshua được gọi tên đầu tiên còn Gurin là thí sinh tiếp theo bị loại.
- Nhiếp ảnh gia: Rahul Jhangiani
- Khách mời đặc biệt: Mickey Boardman

### Tập 9: Time for the semi-finale!
Khởi chiếu: 1 tháng 4 năm 2018
6 thí sinh còn lại đã có một ngày riêng biệt khi các thí sinh nam sẽ có một buổi casting cho nhà thiết kế Kunal Rawal, còn các thí sinh nữ thì đã có một buổi casting cho nhà thiết kế Payal Khandwala. Quay lại khách sạn, các thí sinh đã có một buổi nói chuyện với Shibani.
Sau đó, họ đã có buổi chụp hình tiếp theo trong thiết kế haute couture của nhà thiết kế Gaurav Gupta, trong khi họ phải tạo dáng ở đằng sau hậu trường. Nhưng trước đó, họ đã gặp Anita và cô thông báo rằng là họ sẽ có loại trừ kép trong buổi loại trừ sắp tới. Vào buổi đánh giá với sự xuất hiện giám khảo khách mời là Dino Morea, Mahir được gọi tên đầu tiên còn Joshua & Rishita là 2 thí sinh tiếp theo bị loại.
- Nhiếp ảnh gia: Atul Kasbekar
- Khách mời đặc biệt: Kunal Rawal, Payal Khandwala, Dino Morea

### Tập 10: A Glamorous Finale
Khởi chiếu: 8 tháng 4 năm 2018
4 thí sinh còn lại đã có thử thách cuối cùng là họ sẽ có 60 giây để chụp nhiều tấm selfie đẹp nhất có thể trong khi họ phải nhảy trên bạt lò xo. Sau đó, 9 thí sinh bị loại trước đó đã đến gặp lại họ.
Ngày hôm sau, họ đã có buổi loại trừ tiếp theo dựa vào thử thách ngày hôm qua và kết quả là Satabdi là thí sinh cuối cùng bị loại. Sau đó, họ đã có buổi trình diễn thời trang cuối cùng trong trang phục của nhà thiết kế Manish Malhotra. Vào buổi đánh giá cuối cùng với sự xuất hiện giám khảo khách mời là Manish Malhotra, Aishwarya là người đầu tiên bị loại, Shehzad trở thành á quân còn Mahir trở thành quán quân của Top Model India.
- Khách mời đặc biệt: Manish Malhotra, Akash Sharma

## Thứ tự gọi tên
| 1  | Nupura    | Gurin     | Joshua    | Joshua    | Mahir     | Aishwarya    | Shehzad   | Joshua    | Mahir           | Mahir     |  |  |  |  |  |  |  |  |
| 2  | Mahir     | Aishwarya | Satabdi   | Rishitha  | Joshua    | Satabdi      | Aishwarya | Mahir     | Satabdi         | Shehzad   |  |  |  |  |  |  |  |  |
| 3  | Aishwarya | Mahir     | Sidharth  | Satabdi   | Aishwarya | Gurin        | Satabdi   | Aishwarya | Shehzad         | Aishwarya |  |  |  |  |  |  |  |  |
| 4  | Shehzad   | Lemuel    | Rishitha  | Gurin     | Sidharth  | Mahir        | Rishitha  | Satabdi   | Aishwarya       | Satabdi   |  |  |  |  |  |  |  |  |
| 5  | Pearl     | Satabdi   | Gurin     | Mahir     | Shehzad   | Shehzad      | Gurin     | Shehzad   | Joshua Rishitha |           |  |  |  |  |  |  |  |  |
| 6  | Sidharth  | Shehzad   | Shehzad   | Shehzad   | Rishitha  | Rishitha     | Mahir     | Rishitha  | Joshua Rishitha |           |  |  |  |  |  |  |  |  |
| 7  | Rishitha  | Pearl     | Pearl     | Pearl     | Ram       | Joshua       | Joshua    | Gurin     |                 |           |  |  |  |  |  |  |  |  |
| 8  | Lemuel    | Sidharth  | Mahir     | Aishwarya | Gurin     | Ram Sidharth |           |           |                 |           |  |  |  |  |  |  |  |  |
| 9  | Satabdi   | Rishitha  | Aishwarya | Sidharth  | Satabdi   | Ram Sidharth |           |           |                 |           |  |  |  |  |  |  |  |  |
| 10 | Joshua    | Marina    | Marina    | Marina    | Pearl     |              |           |           |                 |           |  |  |  |  |  |  |  |  |
| 11 | Marina    | Joshua    | Lemuel    |           |           |              |           |           |                 |           |  |  |  |  |  |  |  |  |
| 12 | Gurin     | Nupura    |           |           |           |              |           |           |                 |           |  |  |  |  |  |  |  |  |

     Thí sinh bị loại
     Thí sinh được miễn loại
     Thí sinh ban đầu bị loại nhưng được cứu
     Thí sinh bị loại trước buổi đánh giá
     Thí sinh chiến thắng cuộc thi

### Buổi chụp hình
- Tập 1: Ảnh selfie bằng điện thoại OPPO (casting)
- Tập 2: Ảnh chân dung bộ tộc với nhện
- Tập 3: Tạo dáng trong đồ lót trước tấm màn treo những sợi dây ngọc trai theo nhóm
- Tập 4: Ảnh trắng đen tạo dáng với Lisa Haydon
- Tập 5: Tay đua ngựa
- Tập 6: Trình diễn thời trang trong thiết kế của Huemn trên sa mạc
- Tập 7: 7 tội lỗi chết người
- Tập 8: Siêu anh hùng với vải trên sàn diễn trên tòa nhà xuống dưới
- Tập 9: Haute couture ở đằng sau hậu trường